# 寺田詩麻
寺田 詩麻 （てらだ しま、1972年 - ）は、日本の歌舞伎研究者、大学教員。

## 経歴
東京都出身。
1998年4月、早稲田大学大学院文学研究科芸術学（演劇）専攻博士後期課程に進学。
2003年、早稲田大学大学院文学研究科芸術学（演劇）専攻博士後期課程を単位取得満期退学。その後は、早稲田大学演劇博物館助手や同招聘研究員などを経験する。
2017年より、龍谷大学文学部に専任講師として着任。
2017年4月、早稲田大学において博士（文学）号を取得。
2020年より、同大学文学部准教授。

## 主な著書

### 単著
- 明治・大正 東京の歌舞伎興行 その「継続」の軌跡、春風社、2019年

### 共編著
- 芝居絵に見る江戸・明治の歌舞伎、小学館、2003年
- 岸田國士の世界、翰林書房、2010年
- 井上ひさしの演劇、翰林書房、2012年
- 興行とパトロン 近代日本演劇の記憶と文化7、森話社、2018年

## 主な表彰
- 河竹賞奨励賞 - 2020年6月[6]
- 第15回 林屋辰三郎藝能史研究奨励賞 - 2020年10月